# Peerapong Srinok
Peerapong Srinok (thailändisch พีรพงษ์ ศรีนอก, * 23. Juli 1996 in Bangkok) ist ein thailändischer Fußballspieler.

## Karriere
Peerapong Srinok erlernte das Fußballspielen in den Jugendmannschaften vom Assumption United FC und Muangthong United. Seinen ersten Vertrag unterschrieb der Torwart Anfang 2017 beim Pattaya United FC. Der Verein aus dem Seebad Pattaya spielte in der ersten Liga. Für die Dolphins stand er einmal im Tor. Hier wurde er am 22. Oktober 2017 in der 90. Minute eingewechselt. Wo er 2018 gespielt hat, ist unbekannt. Anfang 2019 unterschrieb er einen Vertrag beim Viertligisten Chanthaburi FC in Chanthaburi. Zuletzt spielte er mit Chanthaburi in der Eastern Region der dritten Liga. Zu Beginn der Saison 2022/23 unterschrieb er einen Vertrag bei dem in der North/Eastern Region spielenden Ubon Kruanapat FC. Für den Verein aus Ubon Ratchathani stand er elfmal zwischen den Pfosten. 